# Vipère d'Orsini
Vipera ursinii
Espèce
Synonymes
- Pelias ursinii Bonaparte, 1835
- Acridophaga uralensis Reuss, 1925
- Vipera ursinii wettsteini Knöpfler & Sochurek, 1955
- Vipera berus rakosiensis Méhely, 1893
- Vipera macrops Méhely, 1911

Statut de conservation UICN

 VU B2ab(iii) : Vulnérable
Statut CITES
La Vipère d'Orsini, Vipera ursinii, est une espèce de serpents de la famille des Viperidae. D'une taille n'excédant généralement pas 50 cm à l'âge adulte, il s'agit de la plus petite vipère d'Europe.
On la rencontre en Europe, au Moyen-Orient ainsi qu'en Asie centrale, jusqu'à la Chine. Son aire de répartition est néanmoins très fragmentée. Elle peut fréquenter différents milieux allant des prairies sèches de montagne aux zones humides de plaine. Elle se nourrit principalement d'insectes, mais également de petits vertébrés.
L'espèce compte cinq à six sous-espèces selon les auteurs. Elle appartient à un complexe taxonomique vieux d'environ 10 millions d'années. La systématique de l'espèce est néanmoins encore sujet à débat, trop peu d'études génétiques ayant été réalisées à ce jour.
Bien que venimeuse, cette espèce n'est pas dangereuse pour l'Homme, son venin étant principalement toxique pour les insectes. En raison de la disparition progressive de son habitat en Europe, l'espèce est en nette régression et est considérée comme vulnérable par l'Union internationale pour la conservation de la nature. Elle est protégée par des conventions internationales et les législations locales de plusieurs pays de son aire de répartition.

## Description

### Morphologie et couleurs

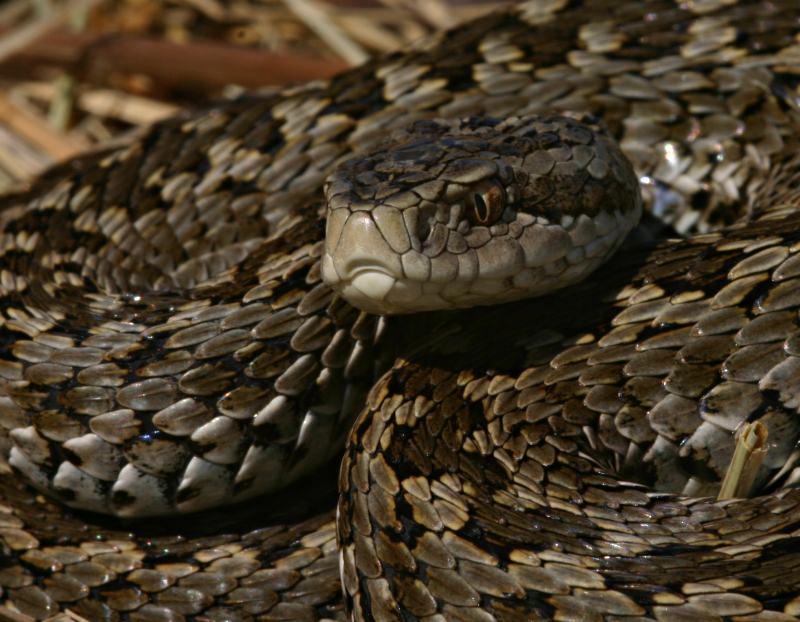
Vipera ursinii rakosiensis.

La taille totale de la Vipère d'Orsini ne dépasse généralement pas 50 cm, même si certaines sources rapportent que des spécimens pourraient atteindre 60 cm, les adultes mesurant généralement 40 à 45 cm. C'est donc la plus petite vipère d'Europe. Le corps est trapu et la tête étroite, ovale et peu distincte du corps.
La Vipère d’Orsini a une couleur générale grisâtre à marron, voire jaunâtre, beige ou olivâtre. Un motif en zigzag noir orne la face dorsale, ce motif étant généralement continu mais pouvant être scindé en taches. Les flancs sont également sombres. La couleur de la face ventrale peut aller du blanchâtre au noir, en passant par le grisâtre et le rosé. Des cas de mélanisme ont été observés chez cette espèce.
Les écailles sont très apparentes et carénées. Il y a dix-neuf rangées d'écailles dorsales au milieu du corps, et généralement moins de cent-trente plaques ventrales.

### Dimorphisme sexuel
Les femelles sont généralement plus grandes que les mâles,. Il n'y a pas de différence notable de coloration entre les deux sexes même si la face ventrale peut sembler plus sombre chez les mâles que chez les femelles.

## Éthologie et biologie

### Généralités

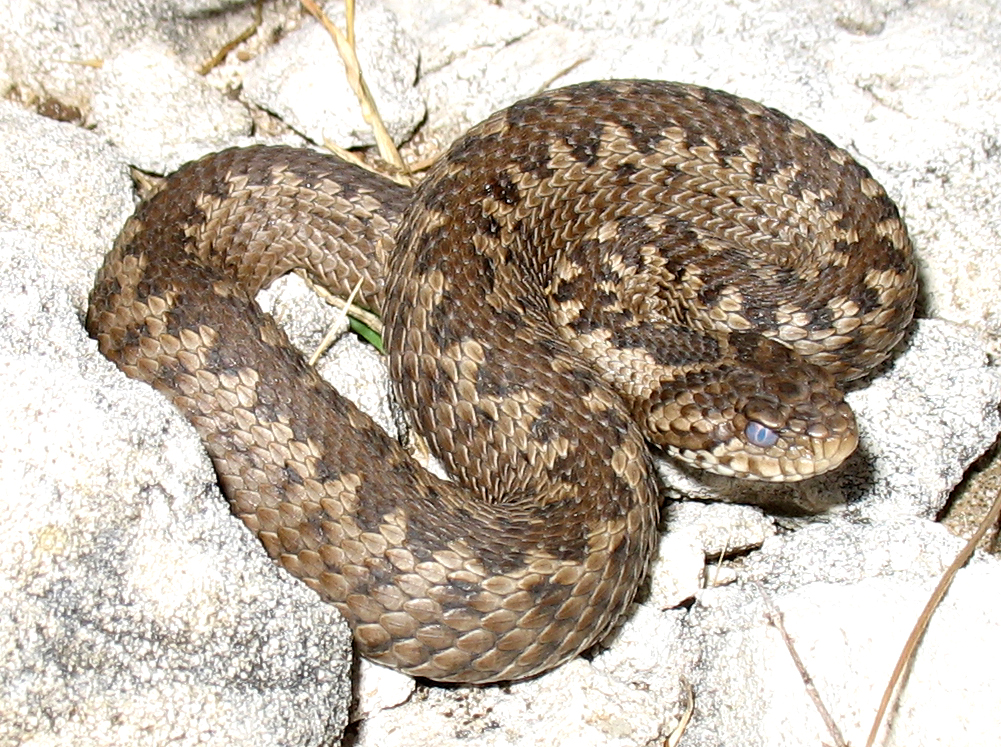
Vipera ursinii macrops peu avant une mue (remarquez la teinte bleutée de son œil).

Elle vit le jour (diurne), elle est calme et peu agressive mais elle se défend lorsqu'elle est inquiétée ou lorsqu'on la touche. La toxicité de son venin varie selon les régions, mais est trois à quatre fois moins élevée que celle de la vipère aspic. Ses morsures répertoriées n'ont jamais nécessité une hospitalisation.
Les juvéniles sont actifs de juillet à septembre, parfois octobre. Les femelles sont actives de mai, parfois avril, à septembre/octobre. Les mâles sont actifs sur la même période, mais parfois à partir de mars.

### Alimentation
Elle se nourrit quasi exclusivement de sauterelles et de grillons (Gryllidae), régime alimentaire qu'elle complète parfois de lézards et de rongeurs. Cette particularité l'empêche de jeûner comme les autres serpents.

### Reproduction

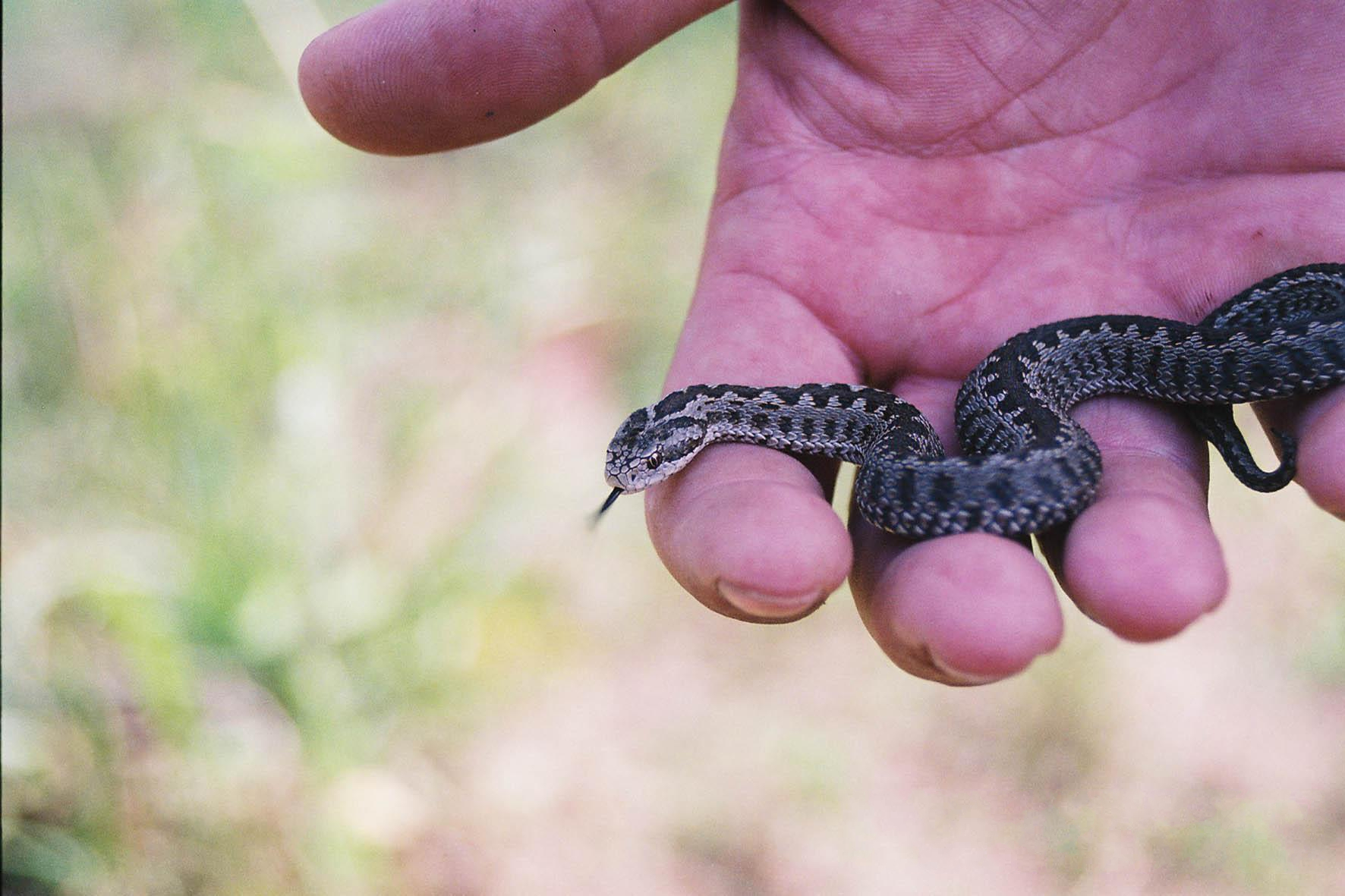
Un individu juvénile de vipère d'Orsini.

Cette vipère est ovovivipare (elle ne pond pas d'œufs). Après un accouplement en mai, elle accouche de 3 à 4 vipéreaux entre la fin du mois d'août et le début du mois de septembre.

### Prédateurs

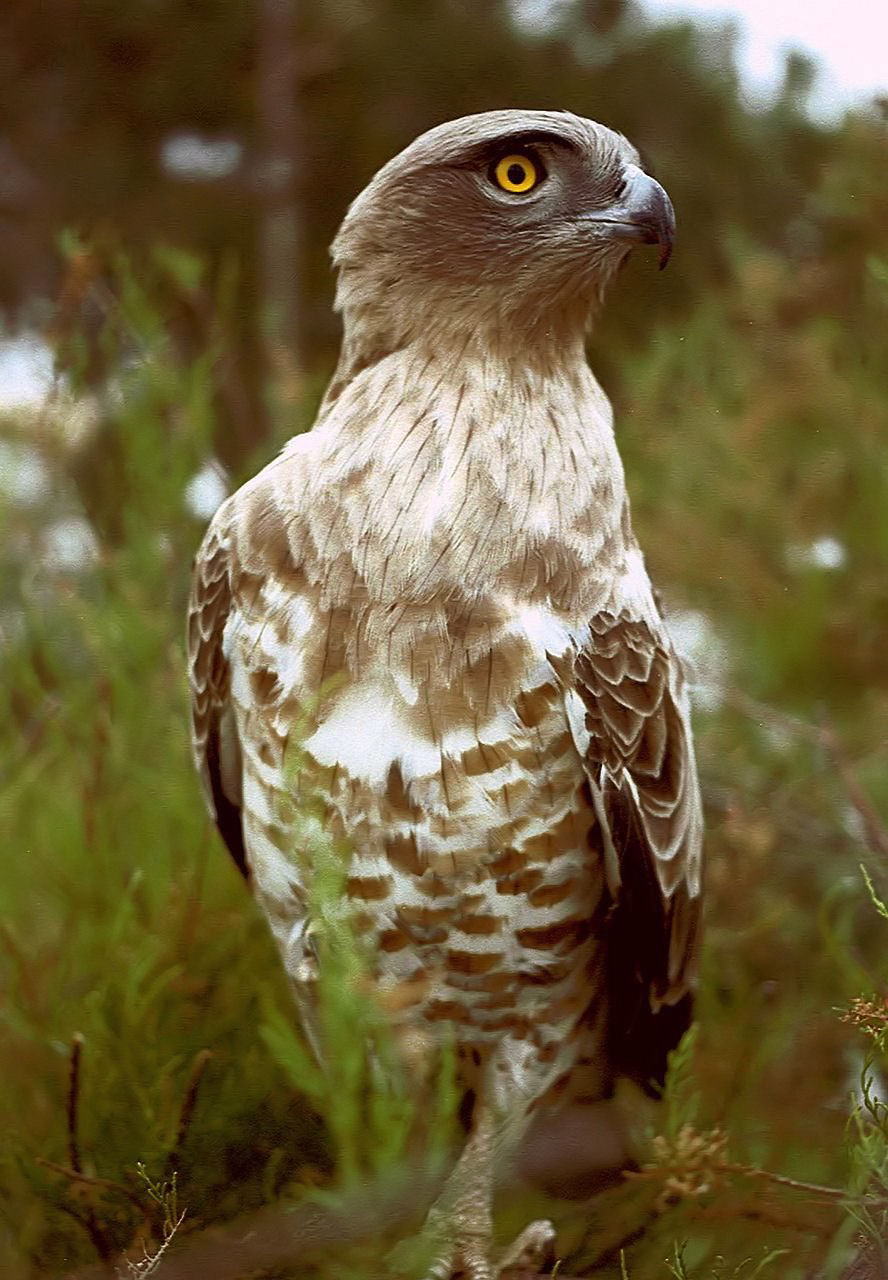
Le circaète Jean-le-Blanc se nourrit principalement de serpents, et notamment de vipères d'Orsini.

Ses principaux prédateurs sont :
- le circaète Jean-le-Blanc
- la couleuvre verte et jaune
- le sanglier
- le blaireau
- la coronelle lisse
- le corbeau

## Distribution géographique

### Répartition

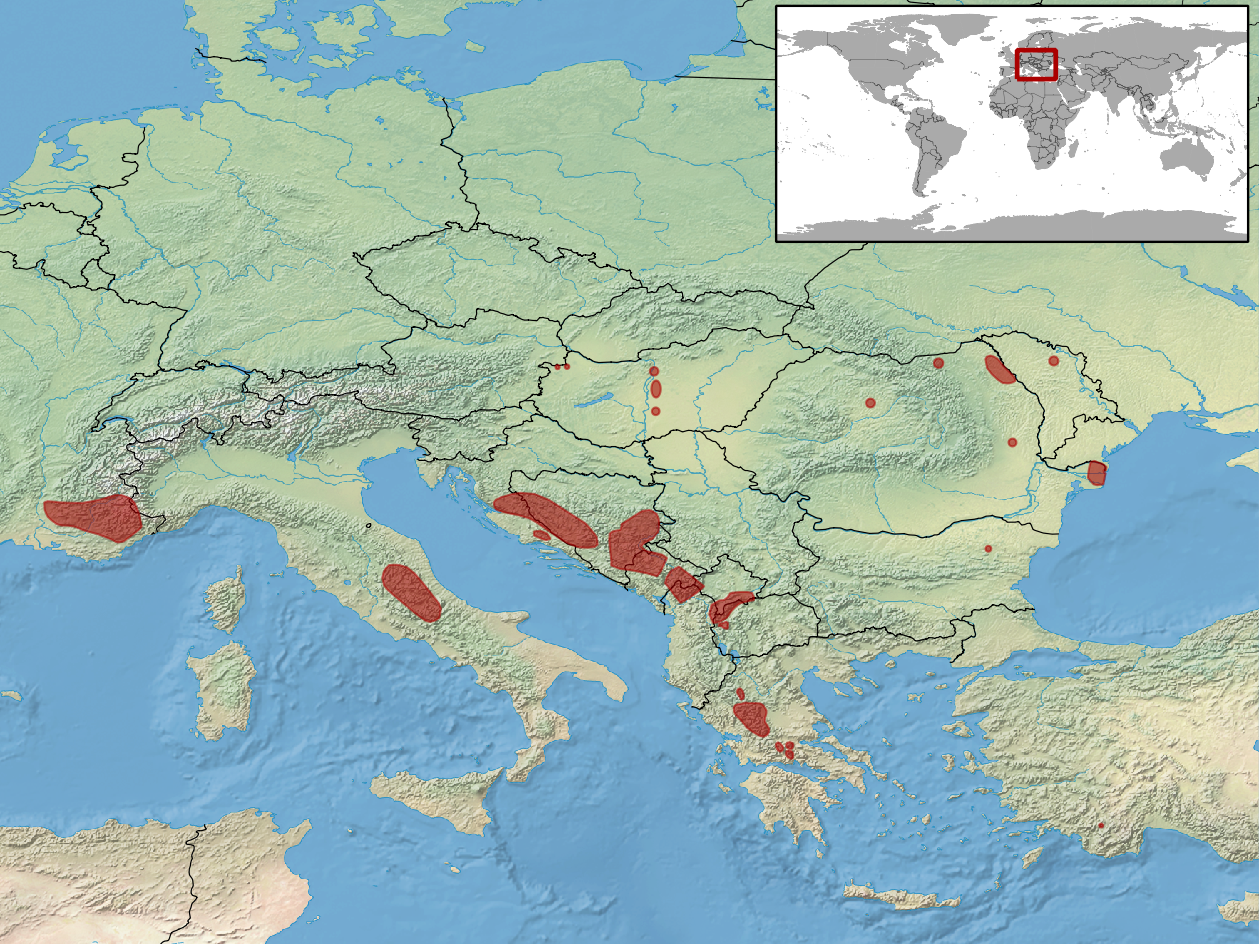
Aire de répartition de Vipera ursinii.

Elle se rencontre en Europe de l'Ouest, en centrale, au Moyen-Orient et en Asie centrale. Plus précisément en France, en Italie, en Slovénie, en Croatie, en Bosnie-Herzégovine, en Hongrie, en Serbie, au Monténégro, en Albanie, en Macédoine, en Grèce, en Roumanie, en Bulgarie ainsi qu'en Ukraine, au sud de la Russie, en Turquie, en Iran, au Kazakhstan, au Kirghizstan et en Chine.
Néanmoins, bien que l'espèce soit présente dans un nombre important de pays, son aire de répartition est très restreinte (moins de 2 000 km2) et tend à diminuer. Ainsi, des populations autrefois abondamment présentes au sud de l'Autriche ont disparu ; c'est peut-être également le cas des populations bulgares et moldaves. Dans les pays où elle reste présente, Vipera ursinii a une aire de répartition fragmentée. Ainsi, par exemple, elle est présente sur seulement douze à quinze sites en France, deux en Roumanie, quatre en Hongrie, etc.

### Habitat
La vipère d'Orsini peut évoluer dans des milieux très différents selon les sous-espèces. Ainsi, l'habitat est constitué de landes et prairies dans les zones de montagnes, à des altitudes allant entre 1000 et 2 700 m. Plus précisément, vit dans des pelouses calcaires d'altitude peuplées de genévrier nain, de lavande et de genêts cendrés. Elle s'abrite dans les anfractuosités du calcaire. À l'inverse, vivent en plaine, dans des steppes sèches ou même des zones humides.

## Taxinomie et sous-espèces

### Étymologie
L'espèce a été décrite la première fois dans Iconografia della fauna italica (1835) par Charles-Lucien Bonaparte (neveu de Napoléon Ier) à partir d'un spécimen que lui avait donné le naturaliste Antonio Orsini.

### Sous-espèces
Selon Reptarium Reptile Database (9 décembre 2013), l'espèce accepte cinq sous-espèces :
| Sous-espèce                                           | Particularités | Distribution                                                                | Image                      |
| ----------------------------------------------------- | --- | --------------------------------------------------------------------------- | -------------------------- |
| Vipera ursinii graeca Nilson & Andrén, 1988           | Les trois ou quatre premières écailles supralabiales sont plus grandes et le motif sombre dorsal peut se limiter à une simple ligne étroite. | Grèce                                                                       |                            |
| Vipera ursinii macrops Méhely, 1911                   | | Ouest des Balkans                                                           | Vipera ursinii macrops     |
| Vipera ursinii moldavica Nilson, Andrén & Joger, 1993 | | Moldavie et Roumanie, et Bulgarie                                           |                            |
| Vipera ursinii rakosiensis Méhely, 1893               | | Hongrie, Roumanie, est de l'Autriche, Slovénie, Serbie, Croatie et Bulgarie | Vipera ursinii rakosiensis |
| Vipera ursinii ursinii (Bonaparte, 1835)              | | France et Italie                                                            |                            |

La sous-espèce Vipera ursinii anatolica est considérée comme une espèce à part entière : Vipera anatolica,,. Par ailleurs, les anciennes sous-espèces, Vipera ursinii eriwanensis, Vipera ursinii lotievi et Vipera ursinii renardi sont passées au rang d'espèces : Vipera eriwanensis, Vipera lotievi et Vipera renardi et la sous-espèce Vipera ursinii ebneri est devenue une sous-espèce de Vipera eriwanensis

## La vipère d'Orsini et l'Homme

### Menaces
Depuis un siècle environ, son habitat originel constitué de landes et pelouses alpines a été fortement reboisé et le pastoralisme a fortement reculé dans ces régions. Ce reboisement a réduit fortement son habitat. Les brûlis sur de grandes surfaces réduisent son habitat (couvert) et la population d'insectes qu'elle est susceptible de capturer.
En tout état de cause, sa discrétion et la faiblesse des populations ne permettent pas encore de protéger efficacement son habitat et l'espèce.
En raison des menaces pesant sur l'espèce, elle a été classée comme étant « vulnérable » par l'Union internationale pour la conservation de la nature, les sous-espèces V. u. rakosiensis et V. u.moldavica étant même jugées respectivement « en danger » et « en danger critique d'extinction ».

### Protection
La vipère d'Orsini est classée comme espèce en danger (liste rouge UICN ; annexe I de la Convention de Washington ; en Europe, annexes II et IV de la directive Habitats ; annexe II de la convention de Berne ; en France, classée vulnérable dans l'inventaire de la faune menacée en 1994, et totalement protégée par l'arrêté du 16 décembre 2004 et par celui du 8 janvier 2021 fixant les listes des amphibiens et des reptiles protégés sur l'ensemble du territoire et les modalités de leur protection. Cet arrêté interdit la destruction, l’altération ou la dégradation des milieux de vie de l’espèce, ainsi que la destruction, la mutilation, la capture ou l'enlèvement, la naturalisation d’individus de l’espèce ou, pour les spécimens vivants ou morts, le transport, le colportage, l'utilisation, la mise en vente, la vente ou leur achat. Elle a fait l'objet d'un programme de conservation européen LIFE Nature (2006-2011), visant à mieux la connaître, évaluer ses capacités de recolonisation en expérimentant un développement de son habitat.

### Dans la culture
Plusieurs pays ont fait figurer la vipère d'Orsini sur des timbres postaux, notamment la Hongrie, la Bosnie-Herzégovine, la Croatie, la Roumanie, l'Ouzbékistan et la Moldavie.

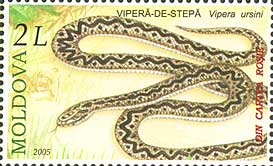
Timbre moldave datant de 2005 et représentant une vipère d'Orsini.
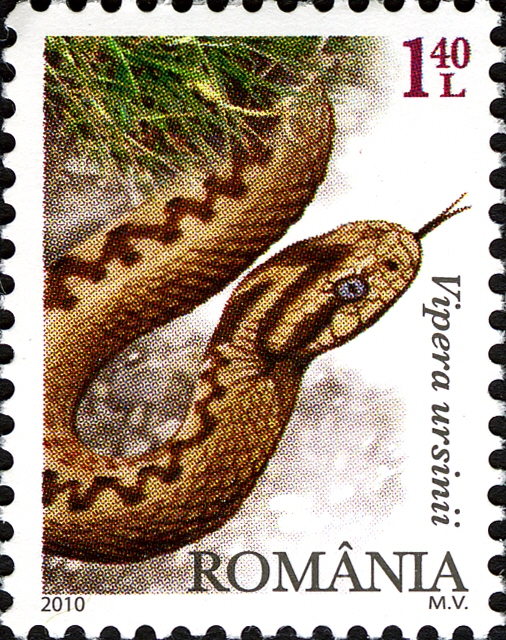
Timbre roumain représentant une vipère d'Orsini.
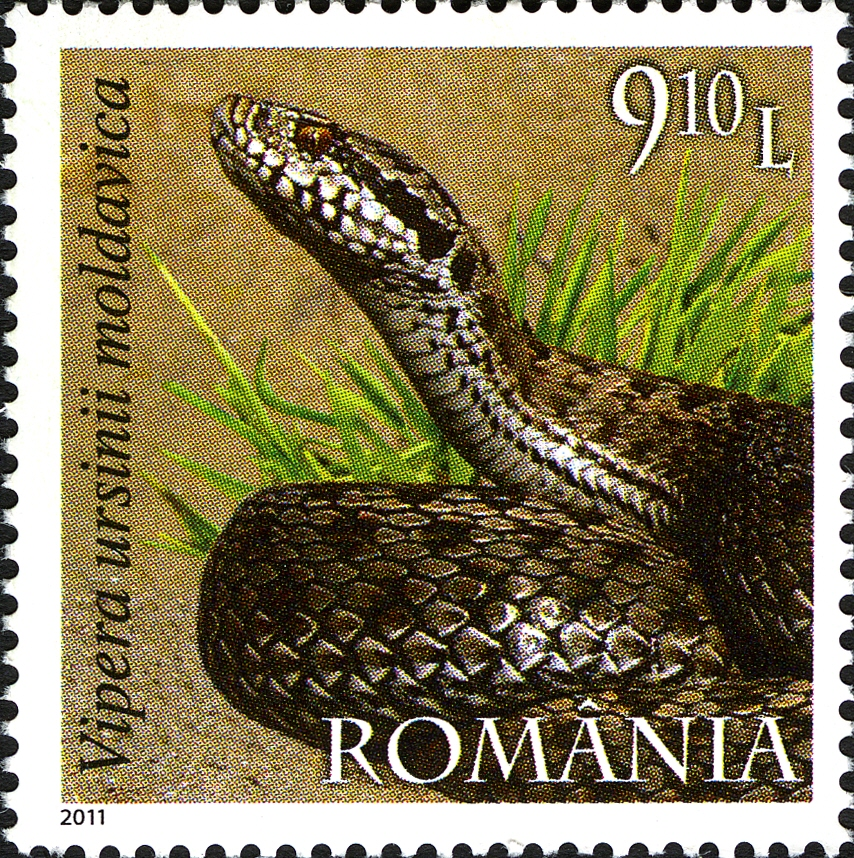
Timbre roumain représentant une vipère d'Orsini.

#### Ouvrages récents
- Marc-Antoine Marchand, Plan National d'Action 2020-2030 en faveur de la Vipère d'Orsini, Direction générale de l’aménagement, du logement et de la nature Direction de l’eau et de la biodiversité Sous-direction de la protection et de la restauration des écosystèmes terrestres, 2020, 114 p. (lire en ligne)
- (fr) Nicholas Arnold et Denys Ovenden, Le guide herpéto : 228 amphibiens et reptiles d'Europe, Delachaux & Niestlé, février 2010, 287 p. (ISBN 9782603016732)
- Jean-Philippe Chippaux, Venins de serpents et envenimations, Paris, France, IRD Éditions, coll. « Didactiques », 2002, 288 p. (ISBN 2-7099-1507-3, lire en ligne)
- Vincenzo Ferri (trad. de l'italien), Serpents de France et d'Europe, Paris, France, De Vecchi, 2011, 96 p. (ISBN 978-2-7328-9607-6).
- Chris Mattison (trad. de l'anglais), Tous les serpents du monde, Paris, France, Delachaux et Niestlé, 2008, 272 p. (ISBN 978-2-603-01536-0)
- Guy Naulleau, Les Serpents de France, Nancy, France, Revue française d'aquariologie herpétologie, université de Nancy I, 1987, 58 p. (lire en ligne).
- Jean-Pierre Vacher et Michel Geniez (dir.), Les Reptiles de France, Belgique, Luxembourg et Suisse, Paris, Biotope, Mèze & Muséum national d'Histoire naturelle, 2010, 544 p. (ISBN 978-2-914817-49-3).

#### Publications originales
- Bonaparte, 1835 : Iconographia della Fauna Italica per le Quattro Classi degli Animali Vertebrati. Tomo II, Roma, Salviucci (texte intégral).
- Méhely, 1893 : Die Kreuzotter (Vipera berus L.) in Ungarn. Zoologischer Anzeiger, vol. 16, p. 186-192 (texte intégral).
- Méhely, 1911 : Systematisch-phylogenetische Studien an Viperiden. Annales Historico-naturales Musei Nationalis Hungarici, vol. 9, p. 186-243 (texte intégral).
- Nilson & Andrén, 1988 : A new subspecies of the subalpine meadow viper, Vipera ursinii (Bonaparte) (Reptilia, Viperidae), from Greece. Zoologica Scripta, vol. 17, no 3, p. 311-314.
- Nilson, Andrén & Joger, 1993 : A re-evaluation of the taxonomic status of the Moldavian steppe viper based on immunological investigations, with a discussion of the hypothesis of secondary intergradation between Vipera ursinii rakosiensis and Vipera (ursinii) renardi. Amphibia-Reptilia, vol. 14, p. 45-57.